# Ла-Бати-Нёв (кантон)
Ла-Бати́-Нёв (фр. La Bâtie-Neuve) — кантон во Франции, находится в регионе Прованс — Альпы — Лазурный Берег, департамент Верхние Альпы. Входит в состав округа Гап.
Код INSEE кантона — 0505. Всего в кантон Ла-Бати-Нёв входит 8 коммун, из них главной коммуной является Ла-Бати-Нёв.

## Коммуны кантона
| Коммуна          | Население, чел. (1999) | Почтовый индекс | Код INSEE |
| ---------------- | ---------------------- | --------------- | --------- |
| Авансон          | 330                    | 05230           | 05011     |
| Вальсер          | 192                    | 05130           | 05176     |
| Ла-Бати-Вьей     | 246                    | 05000           | 05018     |
| Ла-Бати-Нёв      | 1 687                  | 05230           | 05017     |
| Ла-Рошет         | 375                    | 05000           | 05124     |
| Монгарден        | 380                    | 05230           | 05084     |
| Рамбо            | 279                    | 05000           | 05113     |
| Сент-Этьен-ле-Ло | 215                    | 05130           | 05140     |

## Население
Население кантона на 2007 год составляло 4 265 человек.
| 1962  | 1968  | 1975  | 1982  | 1990  | 1999  | 2006 | 2007  | 2008 |
| ----- | ----- | ----- | ----- | ----- | ----- | ---- | ----- | ---- |
| 1 809 | 1 879 | 1 949 | 2 449 | 3 150 | 3 704 | —    | 4 265 | —    |